# Systematic Chaos
Systematic Chaos – dziewiąty album studyjny progresywnometalowego zespołu Dream Theater, wydany w 2007 roku.
Album wydany został równocześnie w opatrzonej podpisem „special edition” wersji DVD, zawierającej utwory z wersji CD w standardzie dźwięku Dolby Surround oraz 90-minutowy dokument filmowy „Chaos in Progress – The Making of Systematic Chaos” wyreżyserowany przez Mike’a Portnoya.

## Lista utworów
1. „In The Presence of Enemies – Part I” (muzyka: Dream Theater, tekst: Petrucci) – 9:00
I „Prelude”
II „Resurrection”
2. „Forsaken” (Dream Theater, Petrucci) – 5:36
3. „Constant Motion” (Dream Theater, Portnoy) – 6:55
4. „The Dark Eternal Night” (Dream Theater, Petrucci) – 8:51
5. „Repentance” (Dream Theater, Portnoy) – 10:43
  - „VIII. Regret”
  - „IX. Restitution”
6. „Prophets of War” (Dream Theater, LaBrie) – 6:01
7. „The Ministry of Lost Souls” (Dream Theater, Petrucci) – 14:57
8. „In The Presence of Enemies – Part II” (Dream Theater, Petrucci) – 16:38
  - „III. Heretic”
  - „IV. The Slaughter of The Damned”
  - „V. The Reckoning”
  - „VI. Salvation”

## Twórcy
- James LaBrie – śpiew
- John Myung – gitara basowa
- John Petrucci – gitara elektryczna
- Mike Portnoy – instrumenty perkusyjne
- Jordan Rudess – instrumenty klawiszowe
- Mikael Åkerfeldt – głos
- Jon Anderson – głos
- David Ellefson – głos
- Daniel Gildenlöw – głos
- Steve Hogarth – głos
- Chris Jericho – głos
- Neal Morse – głos
- Joe Satriani – głos
- Corey Taylor – głos
- Steve Vai – głos
- Steven Wilson – głos
- Paul Northfield – inżynier dźwięku, miksowanie
- Chad Lupo – asystent inżyniera dźwięku
- Hugh Syme – ilustracje
- Daragh McDonagh – zdjęcia

## Notowania
| Kraj/Region | Pozycja | Status | Sprzedaż |
| ----------- | ------- | ------ | -------- |
| Węgry       | 1       |        |          |